# Жимолость Глена

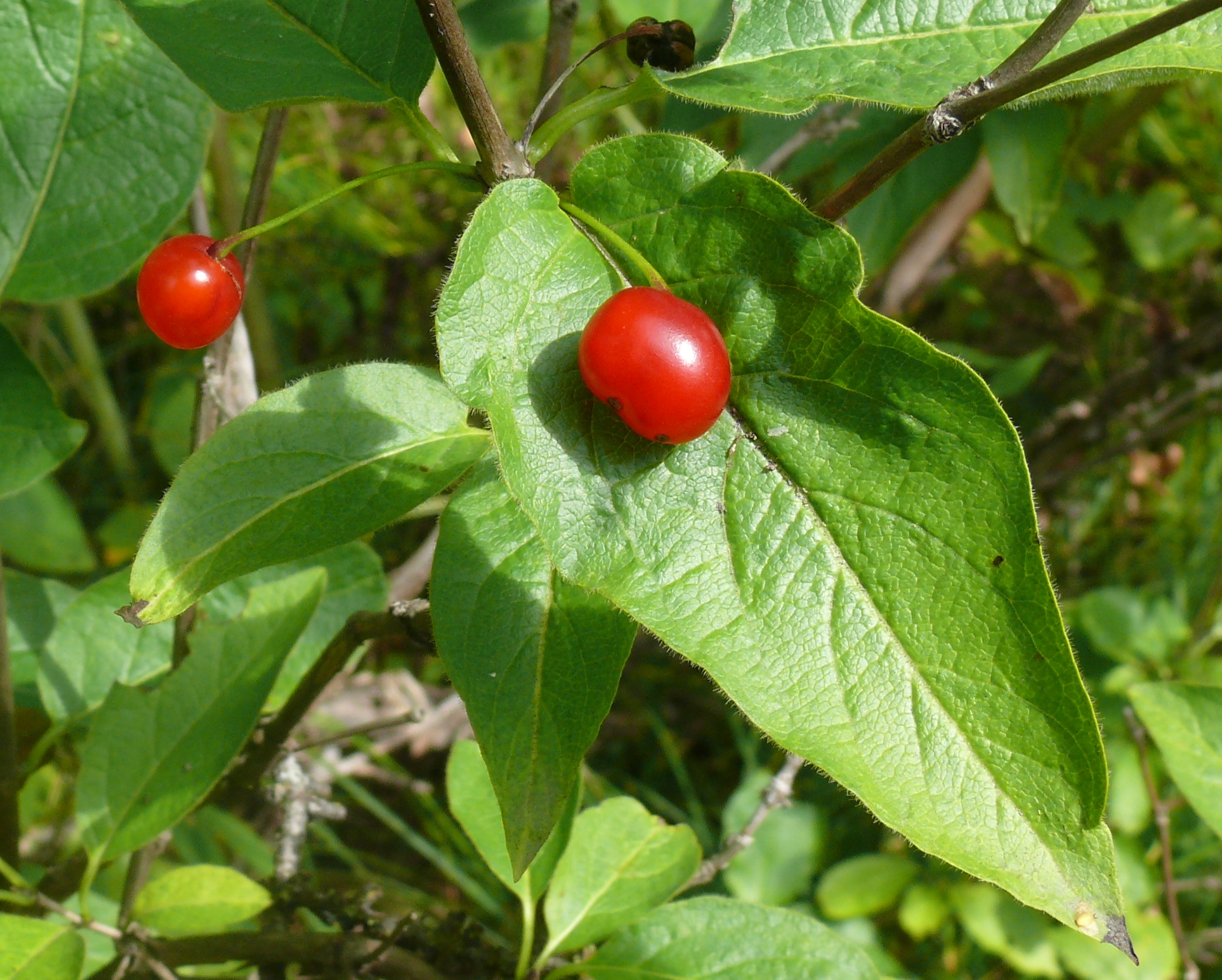
Плоды

Жи́молость Гле́на (лат. Lonícera gléhnii) — кустарник; вид рода Жимолость семейства Жимолостные.

## Ботаническое описание
Кустарник до 2 м высотой
Листья простые, цельные. Листовые пластинки 3,5-12 см длиной и 3-4 см шириной, от эллиптических до дироколанцетных, на вершине острые, снизу густо волосистые.
Соцветия расположены в пазухах листьев нижней половины стебля. Цветоносы 4-гранные, 3-5 см длиной.
Цветки с зеленовато-жёлтые. Венчик 10-14 мм длиной, двугубый, с мешковидным вздутием трубки.
Плод — плоды полностью сросшиеся в уплощённые ярко-красные синкарпии.

## Распространение и экология
В смешанных и темнохвойных лесах, на склонах и по берегам ключей.
Общее распространение - Японо-китайский район, российский Дальний Восток.

## Хозяйственное значение
Ядовитое, декоративное, медоносное